# Machynlleth
Machynlleth (wymowaⓘ) – miasto w zachodniej Walii, w hrabstwie Powys, historycznie w Montgomeryshire, położone w dolinie rzeki Dyfi (Dovey), na jej południowym brzegu, na skraju parku narodowego Snowdonia. W 2011 roku liczyło 2235 mieszkańców.
Najstarsze ślady osadnictwa w okolicach pochodzą z I tysiąclecia p.n.e. Na terenie obecnego miasta prowadzone było wydobycie miedzi. Kilka kilometrów na zachód od I do III wieku n.e. znajdował się rzymski fort. Najstarsza wzmianka o Machynlleth pochodzi z 1291 roku, kiedy to miastu nadany został przywilej targowy. W 1404 roku Owain Glyndŵr, stojący na czele powstania przeciw władzy angielskiej, zwołał w Machynlleth walijski parlament. Przez kilkaset lat, do początku XX wieku miasto było ważnym ośrodkiem handlowym, przyciągającym handlarzy i kupców ze znacznej części Walii oraz z angielskiego pogranicza. Szczególną rolę odgrywały targi owiec i bydła, a także wyrobów wełnianych i skórzanych. Wiele sprzedanych w Machynlleth zwierząt trafiało następnie na londyński targ w Smithfield. Współcześnie lokalna gospodarka w dużej mierze opiera się na rolnictwie i turystyce.
Do lokalnych zabytków należą Parliament House, budynek prawdopodobnie z XV wieku w przypuszczalnym miejscu zebrania się parlamentu Owaina Glyndŵra w 1404 roku oraz wieża zegarowa z 1874 roku.
W mieście znajduje się stacja kolejowa na linii Cambrian Line, prowadzącej z Birmingham do Aberystwyth i Pwllheli.